# Wieczno
Wieczno – jezioro na Pojezierzu Chełmińskim (woj. kujawsko-pomorskie), na zachód od Wąbrzeźna, w dorzeczu Strugi Toruńskiej.
Jezioro jest położone na wysokości 91 m n.p.m. Powierzchnia całkowita - 347 ha, długość - 3,6 km, szerokość - do 1,7 km; maksymalna głębokość - 18,3 m.
Linia brzegowa słabo rozwinięta, z wyjątkiem części środkowej, gdzie z obu brzegów wysuwają się półwyspy o kilku cyplach, dzielące Wieczno na: Wieczno Północne i Wieczno Południowe. Brzegi niskie, okolone trzciną, zalesione.